# Distretto di Ağdam
Il distretto di Ağdam (in azero Ağdam rayonu) è un distretto dell'Azerbaigian. Il capoluogo de jure è Ağdam (in armeno Akna). Tuttavia, il centro amministrativo è de facto Quzanlı. Dalla prima guerra del Nagorno Karabakh fino al 2020, la maggior parte del territorio del distretto è stata inclusa de facto nei distretti di Mardakert e Askeran, dell'autoproclamata Repubblica dell'Artsakh. Con l'accordo di cessate il fuoco che ha posto fine alla guerra nell'Artsakh del 2020, la città di Ağdam e il distretto circostante sono tornati sotto controllo azero entro la data concordata del 20 novembre 2020.

## Sport
Il Qarabag Agdam (o Futbol Klubu Qarabağ Ağdam) è la squadra principale del distretto la quale si è qualificata alla fase a gironi della UEFA Champions League 2017-2018 e alla fase a gironi della UEFA Europa League 2018-2019. È pluricampione dell'Azerbaigian insieme alla storica rivale del Neftçi Baku. La squadra gioca le partite interne a Baku per via del lungo conflitto tra Armenia e Azerbaigian.